# Taufkirchen an der Trattnach
Taufkirchen an der Trattnach est une commune autrichienne du district de Grieskirchen en Haute-Autriche.